# بنقردان
بنقردان هي مدينة تقع أقصى الجنوب الشرقي للجمهورية التونسية على بعد 560 كم من العاصمة تونس عبر الطريق السيارة رقم 1، وبذلك تعتبر أبعد مدينة عن العاصمة، وهي أيضًا آخر مدينة رئيسية بالقرب من الحدود مع ليبيا المجاورة، والتي تبعد عنها 32 كيلومترًا فقط، فهي بوابة تونس الشرقية. وتمتاز المدينة بموقع إستراتيجي نظرا لوجودها على الطريق الوطنية رقم 1 الرابطة بين تونس و رأس جدير، وكذلك وجودها بسهل الجفارة جنوب بحيرة البيبان.
بلغ عدد سكانها 79,912 نسمة حسب آخر إحصائيات رسمية سنة 2014.
وتبلغ مساحتها 4732 كم² وهي أكبر مدينة من حيث المساحة في ولاية مدنين، إذ تبلغ مساحتها 51.6 % من المساحة الجملية للولاية المقدرة ب 9167 كم². إضافةً إلى ذلك فمعتمدية بنقردان تعد الأكثر سكاناً من بين معتمديات الولاية التسعة.

## التسمية
لم يتفق المؤرخون على أصل تسمية كلمة «بنقردان»، بعضهم يرجعها إلى أصل فرنسي «قارديان» أي «الحارس» الذي كان يحرس الحصن الذي تخزن فيه القبائل مؤونتها، وبعضهم الآخر يربطها بوجود طائر «أبو قردان» قديماً لِما كانت تتوفر عليه هذه المنطقة من سباخ وبرك مائية. ولكن الدكتور المبروك المنصوري يميل إلى التشكيك في الأصل الفرنسي لهذه التسمية لوجود دلائل تاريخية على وجود الحصن القديم قبل الاستعمار الفرنسي. وحتى إذا كان للكلمة أصل أوروبي فيجب أن يكون لاتينياً لا فرنسياً. ويستدل الدكتور المبروك المنصوري على ذلك بتسمية «واد فسي» ذات الأصل اللاتيني «فوسيوم»، التي ما زال أهل المنطقة يستعملونها إلى اليوم، وتعني الخندق الصغير «فوسي» وقد وقع ذكره في كتاب رحلة التجاني. أما طائر أبو قردان فهو غير معروف بهذا الاسم في كامل سهل الجّفارة.
وفي المقابل يرجح الدكتور المنصوري بقوة أن أصل الكلمة أمازيغي وقد يكون مشتقًا من الكلمة المصرية القديمة «كردان» التي تعني العقد أو الحُلي. وقد يفسر هذا الحكاية الشعبية المنتشرة عن حارس «الكردان» أي المخزن الذي كانت تخزن فيه القبائل قديماً غذائها وممتلكاتها الثمينة. وبهذا يكون «كردان» مرادفاً لكلمة «أكادير» المستعملة في المغرب.
وقد يدعم هذا الترجيح انتشار تسميات أمازيغية كثيرة في هذه المنطقة ومنها: التوي/ الحمادة/ جدير (قديماً: شدير) وتعني «كدال»: أي أقدال: المنطقة الممنوعة عن الرعي، كركاطة/ تاقلميت (النخلة الباسقة): تاقلت: النخلة أو تَاقِلْمِتْ وتعني (نبع أو بئر) وغيرها كثير، مع وجوب الإشارة، للدقة والأمانة، إلى أن الدكتور المبروك المنصوري يصرح بأنه «لم يحسم في أصل التسمية بعد، وهي ما تزال مناط بحث.

## بطاقة تعريف المدينة
- إحداث البلدية: 13 ديسمبر 1906
- إحداث المعتمدية: 21 جوان 1956
- المساحة: 4732 كلم مربّع
- السكان: 79912 ساكن حسب تعداد سنة 2014

## التاريخ
عاشت المدينة عبر تاريخها العديد من الأحداث والمحطات:

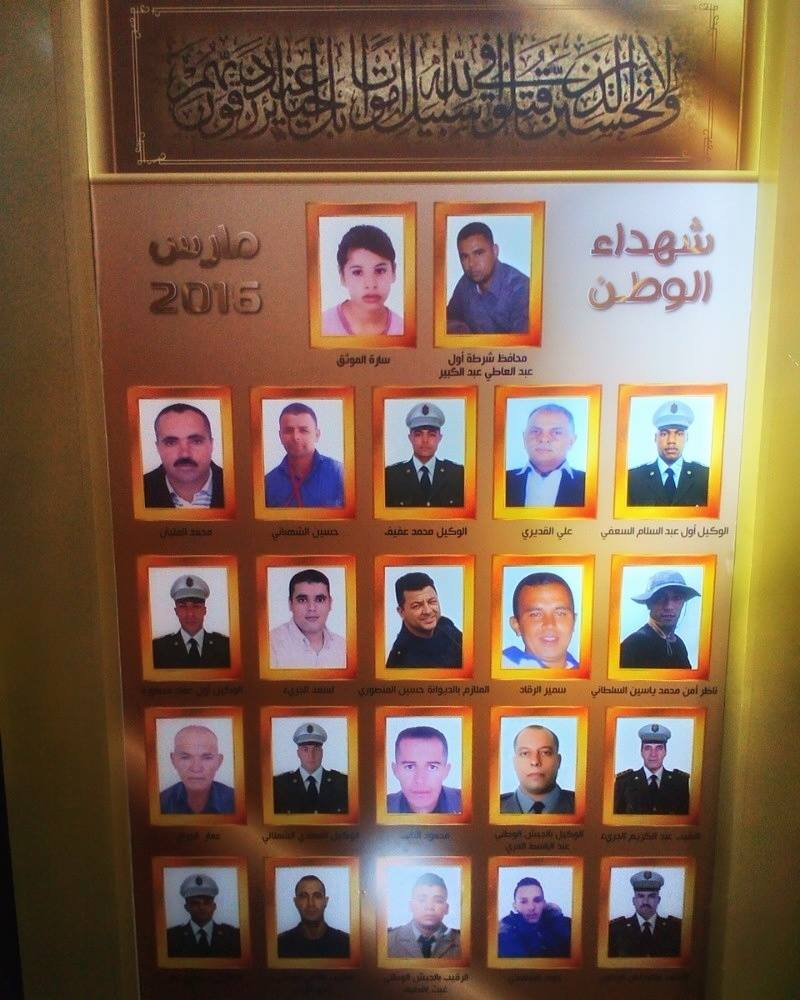
قائمة شهداء تونس (ملحمة بنقردان)

- هجوم بنقردان 2016: هو هجوم مسلح وقع في 7 مارس 2016 في المدينة وتواصلت الاشتباكات المتقطعة إلى 9 مارس. في ساعة مبكرة من الصباح قامت مجموعات مسلحة بالهجوم على المدينة في محاولة للسيطرة عليها، واعترضتها قوات من الجيش الوطني التونسي والحرس الوطني والشرطة. انتهت الاشتباكات في منتصف النهار تقريبًا، وتواصلت عمليات المطاردة في المناطق المجاورة بقية اليوم.[5]

في حصيلة نهائية لرئاسة الحكومة ووزارة الداخلية ووزارة الدفاع الوطني يوم 7 مارس بلغ عدد القتلى 55 قتيلًا، منهم 36 مسلحًا، و12 من الجيش والقوات الأمنية، و7 مدنيين، وبلغ عدد الجرحى 27 فردا، إضافة إلى اعتقال 7 مسلحين. 

تجددت الاشتباكات في بنقردان يوم 8 مارس في الليل، واستطاعت قوات الجيش والأمن القضاء على 6 مسلحين متحصنين في منزل بضواحي المدينة. كما تواصلت عمليات المطاردة والاشتباكات المتقطعة لأيام متعددة حيث أمكن لقوات الأمن في 9 مارس تصفية 4 مسلحين في حين قتل جندي وجرح مواطن آخر. وفي 10 مارس، قتل 4 مسلحين وأعتقل آخر.
مثّلت هذه العملية ضربة قاسمة للمجموعات المسلحة بعد مقتل جميع المخططين للهجوم وإعتقال آخرين، أعتقل أخطرهم في 11 ماي 2016.

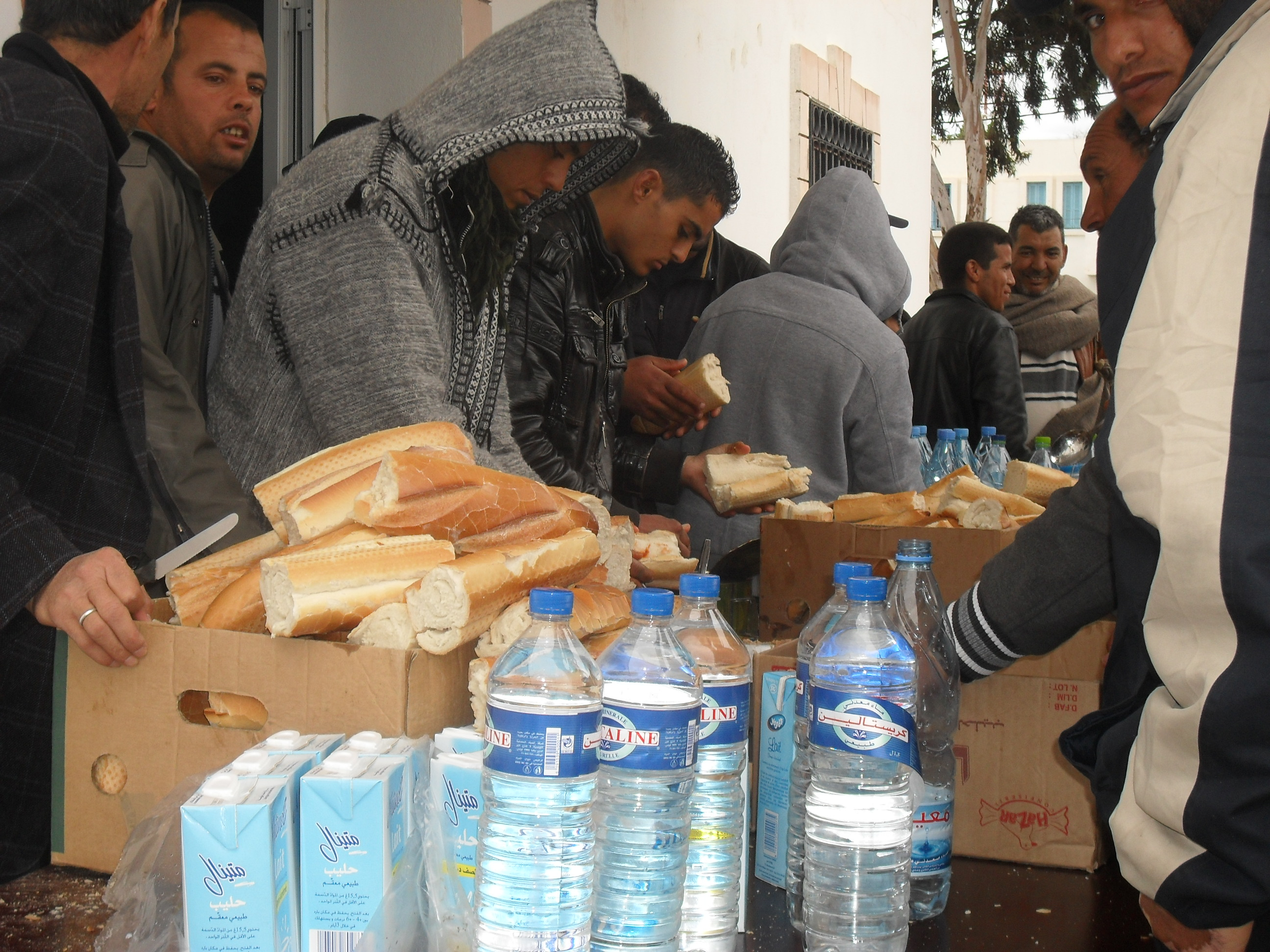
مواد أكل مقدمة كإعانات من قبل مواطني بنقردان

- إستقبال اللاجئين 2011: إستقبلت مدينة بنقردان في سنة 2011 آلاف الفارين من الحرب في ليبيا من مختلف الجنسيات، وتم توطين اللاجئين بمخيم الشوشة والذي يقع بمنطقة الشوشة على الطريق الوطنية رقم 1 الرابطة بين تونس وليبيا وهو على بعد 25 كيلومتر من مركز مدينة بنقردان و 7 كيلومتر من معبر رأس جدير الحدودي.

وإستقبلت العائلات في بنقردان العديد من العائلات الليبية التي لجأت إلى المدينة هروباً من المواجهات في ليبيا.
- أحداث بنقردان 2010: أو إنتفاضة التراويح التي إمتدت من 09 إلى 20 أوت 2010 في شهر رمضان المبارك، هي إنتفاضة شعبية إنطلقت شرارتها عندما قررت الحكومة التونسية ونظيرتها الليبية خلال شهر أوت سنة 2010 وضع قيود وشروط مجحفة على ما يسمى بالتجارة البينية عبر المعبر الحدودي برأس جدير التي تعتبر مورد الرزق الوحيد لأغلب مواطني ولاية مدنين والولايات المجاورة في ظل غياب أي مورد رزق آخر لهم بسبب سياسة التهميش التي إنتهجتها الدولة لهذه المناطق. وهي إنتفاضة عفوية بدأت وإنتهت دون أي دعم حزبي أو سياسي وكانت الإحتجاجات في بدايتها سلمية لكن النظام السابق واجهها برد عنيف وذلك بالتدخل المفرط للوحدات الأمنية لقمع المحتجين مما زاد في إتساع الإحتجاجات. وهي كانت مؤشراً على إنطلاق شرارة الرفض والعصيان للنظام وأحد أسباب إندلاع الثورة التونسية.[13]

- الثورة التونسية: شهدت مدينة بنقردان كباقي أغلب المدن التونسية إحتجاجات ومواجهات مع السلطات الأمنية وهي الأعنف في ولاية مدنين وشملت جميع مناطق المعتمدية بدأت بخروج مسيرات حاشدة من شباب وأهالي المدينة تعبيراً عن رفضهم لقمع النظام واجهتها القوات الأمنية بالإستعمال المكثّف للغاز المسيل للدموع والرصاص المطاطي ما أسفر عن سقوط عدد من الجرحى والمصابين، مما زاد في تصعيد المصادمات خاصةً الليلية وإتساع دائرة المواجهات التي إمتدت من يوم 18 ديسمبر 2010 إلى يوم 14 جانفي 2011 تاريخ مغادرة بن علي البلاد.

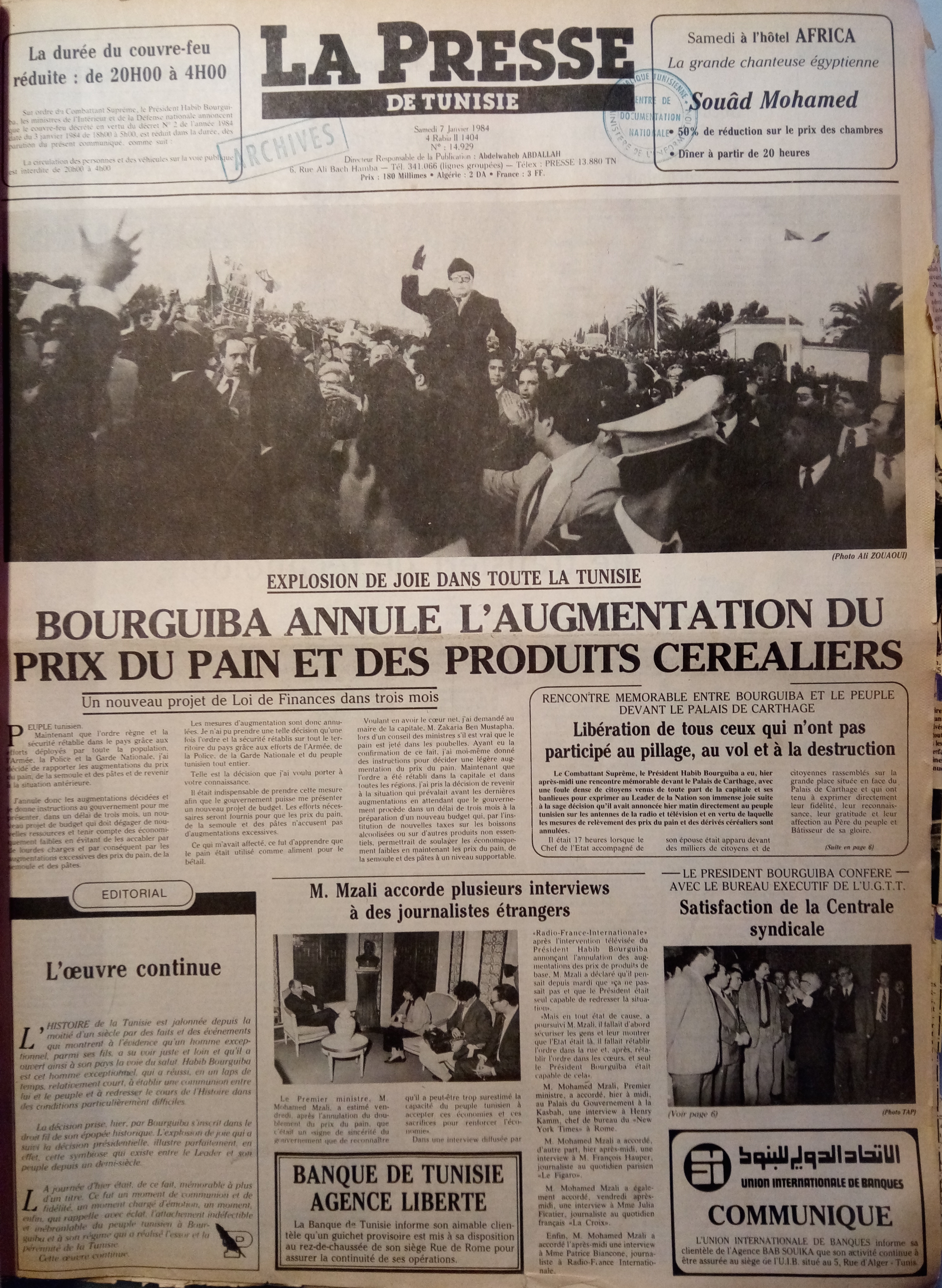
الصفحة الأولى من لا براس في 7 جانفي 1984 تعلن إلغاء زيادة أسعار الخبز

- أحداث الخبز 1984: أو إنتفاضة الخبز، إندلعت في 29 ديسمبر 1983 عندما أعلنت حكومة محمد مزالي خفض الدعم على منتجات الحبوب، ورفع سعر الخبز من 80 إلى 170 مليمًا.

فشهدت مدينة بنقردان إنتفاضة شعبية شاملة أدت إلى مواجهات بين المتظاهرين وقوات النظام العام التي إستعلمت الرصاص الحي لقمع الإحتجاجات و التي راح ضحيتها "عبد الكريم عبد الكبير الكبيري" وهو طفل عمره 12 سنة كان ينتظر حافلة النقل العمومي
بمحطة الشركة الجهوية للنقل وإندلعت مظاهرة قرب المكان فصوب أحد أعوان الحرس الوطني سلاحه نحوه فأرداه قتيلاً، كما أصابت رصاصة ثانية طفل آخر من عائلة الصفيفير توفي بعد ذلك في المستشفى ولم يستعمل عون الحرس لا قنبلة مسيلة للدموع ولا تنبيهاً ولا هو بدأ بإطلاق النار في الهواء ولا في مستوى الرجل.
لم تتوقف الإحتجاجات إلا مع إعلان الرئيس بورقيبة يوم 7 جانفي 1984 التراجع عن تلك الإجراءات وإعادة النظر في الميزانية الجديدة في فترة لا تتجاوز ثلاثة أشهر مع الأخذ بعين الإعتبار الظروف الإقتصادية المنهارة وعدم تحميل المواطن أعباء هذا التدهور.

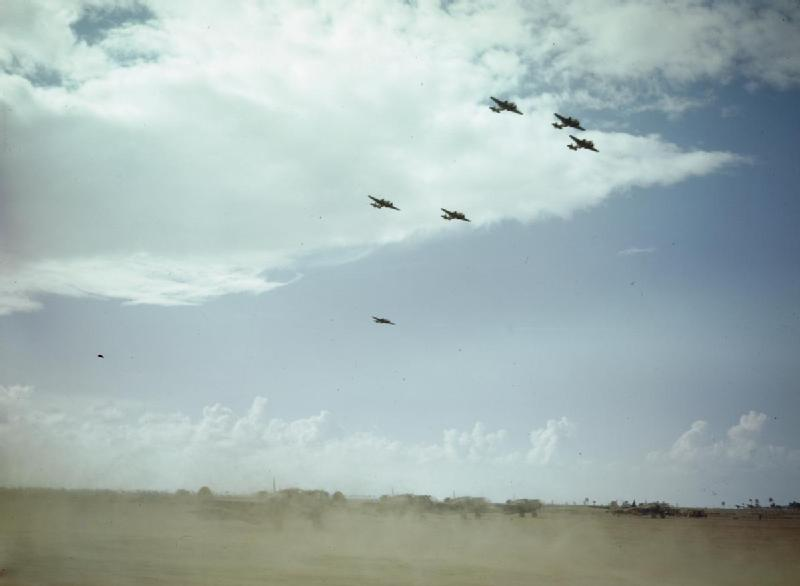
تحليق سرب من الطائرات البريطانية في سماء بنقردان أثناء الحرب العالمية الثانية

- الحرب العالمية الثانية: خلال الحرب العالمية الثانية كان بالمدينة مدرجاً جوياً عسكرياً أمريكياً، تم إستخدامه من طرف الوحدة العسكرية عدد 57، من 9 إلى 21 مارس 1943 أثناء تقدم الجيش الثامن إلى تونس من ليبيا. ومركز عمليات للقوات الجوية الملكية البريطانية، ساهما في قلب موازين الحرب في مسرح عمليات شمال أفريقيا.

## الجغرافيا

### الموقع
تقع مدينة بنقردان في الجنوب الشرقي التونسي؛ يحدّها من الشّمال بحيرة البيبان (المعروفة بأسماكها الوافرة والقيّمة) و البحر الأبيض المتوسط وجرجيس؛ ومن الشرق والجنوب الحدود التونسية الليبية على طول 97 كلم؛ ومن الغرب مدنين وتطاوين.
تمسح أراضي بنقردان قرابة 92 كلم من الشمال إلى الجنوب و 93 كلم من الشرق إلى الغرب، أي ما يعادل قرابة 475250 هكتار منها 164000 هكتار مساحة «الوعرة»؛ وهي تتبع في أغلبها المنطقة الطبيعية المعروفة بسهل الجفارة ذات الأراضي الخصبة الصالحة للزراعة.

### الخصائص الجغرافية
تتكون طبيعتها الجيولوجية من تربة رملية وطينية؛ وكثيراً من الجبس. يغلب على مساحتها السهول والهضاب، التي تبلغ أعلاها مرتفعات التوي 167 متراً.
تجمع مدينة بنقردان بين قسمين طبيعيين، منطقة ساحلية وأخرى صحراوية وهو ما يبرز ثرائها الطبيعي وكذلك ما يميزها عن غيرها من المدن المجاورة:
- المنطقة الساحلية: تتكوّن من الشريط الساحلي بطول 65 كلم والممتد على كامل بحيرة البيبان بدءًا من شاطئ «جنيّح» مروراً «بشاطئ مرسى القصيبة» و «شاطئ بوقرنين» وصولاً إلى «شاطئ الصٌلب» و«ميناء الكتف» على البحر الأبيض المتوسط والحدود الساحلية التونسية الليبية.
- المنطقة الصحراوية: تتكوّن من أراضي شاسعة و مرتفعات صخرية وصلبة تسمى «الحمادة»، تغطيها الرمال أحياناً، وتتخللها العديد من النباتات مثل الرتم والعرفج وغيرها، والتي تشكّل مادّة هامة لرعي الماشية من الإبل والأغنام.

## المناخ
يظهر الجدول التالي التغييرات المناخية على مدار السنة لمدينة بنقردان:
| البيانات المناخية لـبنقردان           | البيانات المناخية لـبنقردان | البيانات المناخية لـبنقردان | البيانات المناخية لـبنقردان | البيانات المناخية لـبنقردان | البيانات المناخية لـبنقردان | البيانات المناخية لـبنقردان | البيانات المناخية لـبنقردان | البيانات المناخية لـبنقردان | البيانات المناخية لـبنقردان | البيانات المناخية لـبنقردان | البيانات المناخية لـبنقردان | البيانات المناخية لـبنقردان | البيانات المناخية لـبنقردان |
| الشهر                                 | يناير                       | فبراير                      | مارس                        | أبريل                       | مايو                        | يونيو                       | يوليو                       | أغسطس                       | سبتمبر                      | أكتوبر                      | نوفمبر                      | ديسمبر                      | المعدل السنوي               |
| ------------------------------------- | --------------------------- | --------------------------- | --------------------------- | --------------------------- | --------------------------- | --------------------------- | --------------------------- | --------------------------- | --------------------------- | --------------------------- | --------------------------- | --------------------------- | --------------------------- |
| متوسط درجة الحرارة الكبرى °م (°ف)     | 15.1 (59.2)                 | 17.0 (62.6)                 | 20.4 (68.7)                 | 23.7 (74.7)                 | 27.3 (81.1)                 | 30.7 (87.3)                 | 34.0 (93.2)                 | 33.7 (92.7)                 | 31.9 (89.4)                 | 27.6 (81.7)                 | 22.0 (71.6)                 | 16.7 (62.1)                 | 25.0 (77.0)                 |
| متوسط درجة الحرارة الصغرى °م (°ف)     | 5.7 (42.3)                  | 7.1 (44.8)                  | 10.0 (50.0)                 | 13.3 (55.9)                 | 15.9 (60.6)                 | 19.2 (66.6)                 | 20.8 (69.4)                 | 21.4 (70.5)                 | 20.7 (69.3)                 | 17.4 (63.3)                 | 11.6 (52.9)                 | 6.8 (44.2)                  | 14.2 (57.5)                 |
| الهطول مم (إنش)                       | 31 (1.2)                    | 21 (0.8)                    | 22 (0.9)                    | 11 (0.4)                    | 5 (0.2)                     | 1 (0.0)                     | 0 (0)                       | 1 (0.0)                     | 10 (0.4)                    | 21 (0.8)                    | 29 (1.1)                    | 23 (0.9)                    | 175 (6.9)                   |
| المصدر: Climate-Data.org,Climate data |                             |                             |                             |                             |                             |                             |                             |                             |                             |                             |                             |                             |                             |

## السكان
تشهد مدينة بنقردان تطور مستمر في عدد السكان وذلك يعود إلى نموها الإقتصادي بالأساس ووجود فرص العمل خاصة في التجارة، مما ساهم في توافد العديد من المواطنين من المدن الأخرى من كامل تراب الجمهورية والإستقرار فيها.
يبرز الجدول التالي نمو عدد السكان في مدينة بنقردان حسب الإحصائيات الرسمية:
| السنة       | 28 أفريل 2004 | 23 أفريل 2014 | 1 جانفي 2022 |
| ----------- | ------------- | ------------- | ------------ |
| عدد السكان  | 70.907        | ▲ 79.912      | ▲ 87.032     |
| عدد الذكور  | 36.212        | ▲ 39.819      | ▲ - - -      |
| عدد الإناث  | 34.695        | ▲ 40.093      | ▲ - - -      |
| عدد الأُسَر   | 12.968        | ▲ 16.512      | ▲ - - -      |
| عدد المساكن | 16.008        | ▲ 21.053      | ▲ - - -      |

يظهر الجدول التالي التركيبة السكانية في مدينة بنقردان لسنة 2014 وهي تركيبة شابة إذ تبلغ نسبة الشباب بين 20 و 40 سنة ثلث السكان تقريباً:
| الفئات العمرية   | سنة 2014 |
| ---------------- | -------- |
| من 0 إلى 14 سنة  | 20.767   |
| من 15 إلى 60 سنة | 51.006   |
| فوق 60 سنة       | 8.139    |

| التوزيع العمري   | سنة 2014 |
| ---------------- | -------- |
| من 0 إلى 9 سنة   | 14.915   |
| من 10 إلى 19 سنة | 12.487   |
| من 20 إلى 29 سنة | 15.595   |
| من 30 إلى 39 سنة | 13.422   |
| من 40 إلى 49 سنة | 8.964    |
| من 50 إلى 59 سنة | 6.390    |
| فوق 60 سنة       | 8.139    |

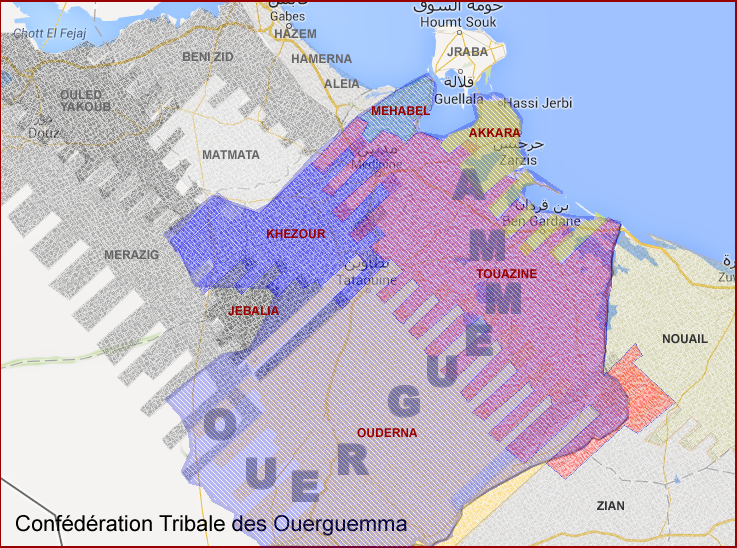
ينحدر التوازين سكان بنقردان من كونفدرالية ورغمة

جدول يبيّن التعداد العام للسكان والسكنى حسب المناطق بمعتمدية بنقردان لسنة 2014:

| العمادة          | عدد المساكن | عدد الأسر | عدد الذكور | عدد الإناث | مجموع الجنسين |
| ---------------- | ----------- | --------- | ---------- | ---------- | ------------- |
| بنقردان الشمالية | 2082        | 1582      | 3426       | 3282       | ▲ 6708        |
| بنقردان الجنوبية | 2126        | 1619      | 3658       | 3502       | ▲ 7160        |
| الصياح           | 2170        | 1741      | 4076       | 4236       | ▲ 8312        |
| جميلة            | 1608        | 1314      | 3021       | 3152       | ▲ 6173        |
| المعمرات         | 1776        | 1354      | 3469       | 3569       | ▲ 7038        |
| العامرية         | 2322        | 1988      | 4952       | 5018       | ▲ 9970        |
| الطابعي          | 1579        | 1342      | 3497       | 3389       | ▲ 6886        |
| جلاّل             | 2912        | 2329      | 5750       | 5989       | ▲ 11739       |
| الوراسنية        | 2195        | 1746      | 4245       | 4176       | ▲ 8421        |
| شارب الراجل      | 1122        | 838       | 2043       | 2065       | ▲ 4108        |
| النفاتية         | 300         | 195       | 502        | 494        | ▲ 996         |
| الشهبانية        | 861         | 464       | 1180       | 1221       | ▲ 2401        |
| المجموع          | 21053       | 16512     | 39819      | 40093      | ▲ 79912       |

## الاقتصاد
يعتمد الاقتصاد في المدينة بشكل أساسي على التجارة والفلاحة والصيد البحري وبدرجة أقل على الصناعة، إذ تعتبر بنقردان بسبب قربها من ليبيا، سوقًا رئيسيًا للمنتجات والبضائع المستوردة، سواء من ليبيا أو من دول أخرى، وتعتبر الأسعار فيها أرخص من أي مكان آخر في تونس. وأما فلاحياً فتُعرف المدينة بإنتاج زيت الزيتون والحبوب خاصةً وبتربية  الماشية والإبل، وفي مجال الصيد البحري فيتميز ميناء بنقردان بإنتاج "القرنيط" و"الكريفات" و"الشوباي" إضافة إلى الأسماك. و في المجال الصناعي فيوجد بها ثلاث مصانع لتعليب الأسماك  وبعض المؤسّسات الصناعية الأخرى.

## التجارة
تشتهر بنقردان في كل من تونس وليبيا كونها طريق تجاري وسوق تبادل مفتوح. يستفيد التونسيون من توافر السلع الموجودة في المحلات وتنوعها. يتم استيراد الكمية الكبيرة من هذه البضائع بشكل أساسي من ليبيا وتعتبر أقل تكلفة.

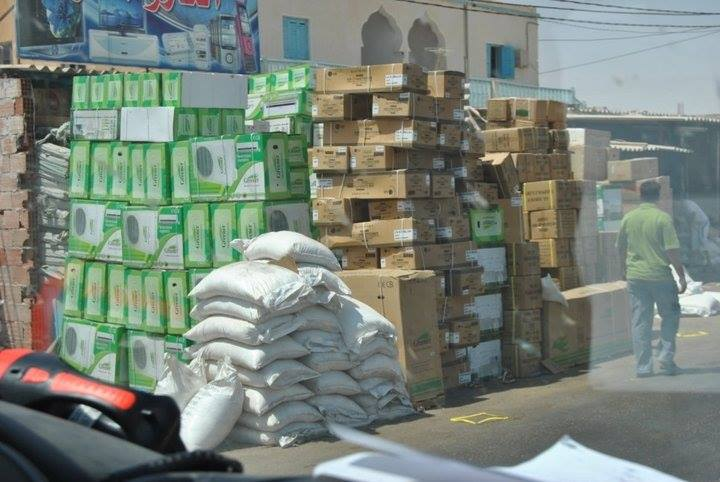
إحدى المحلات بسوق طريق راس جدير

- السوق المغاربية ببنقردان: تعرف محلياً ب"سوق ليبيا"، توجد بطريق جرجيس وتبعد 1.5 كلم على مركز المدينة وهي أكبر سوق مغاربية في تونس وتمتاز بتوفر جميع المنتوجات وخاصة الملابس، وتشهد السوق حركية كبيرة خاصة يوم الأحد.
- سوق طريق راس جدير: توجد على الطريق الرابطة بين بنقردان وراس جدير و تمتد على مسافة 2 كلم تقريباً، وتضم المحلات التجارية على جانبي الطريق التي تتميز بأسعرها المنخفضة مقارنة ببقية الجهات.
- سوق طريق مدنين: توجد على الطريق الرابطة بين بنقردان ومدنين، وهي تضم المحلات التجارية التي تبيع بضائعها بالجملة.
- سوق الذهب ببنقردان: يوجد بمركز المدينة ويختص ببيع وشراء وإصلاح وتلميع الذهب والمجوهرات بجميع أنواعها، ويضم السوق أكثر من ستين متجر.
- سوق صرف العملة: يتواجد بوسط المدينة وهو عبارة عن محلات وأكشاك لصرف العملة كالدينار التونسي والدينار الليبي واليورو والدولار وغيرها ويستفيد منه أساساً الوافدين الليبين الراغبين في تحويل عملتهم للدينار التونسي نظراً للأسعار التفاضلية داخل السوق، ويعتبر أكبر سوق لتبادل العملة في تونس.

## الفلاحة
رغم إنتاج بعض المنتوجات الفلاحية، يبقى زيت الزيتون من أهم الإنتاج الفلاحي في بنقردان حيث يحتل مكانة خاصة ومهمة لدى المتساكنين. وينطلق موسم جني الزيتون ببنقردان يوم 01 نوفمبر من كل سنة تزامناً مع موعد انطلاق موسم جني الزيتون على النطاق الوطني.
وتعرف المدينة أيضاً بتربية الإبل والماشية حيث يتواجد بها أكثر من 20 ألف راس إبل وهي الأولى وطنياً في تربية الإبل، وأكثر من 300 ألف رأس من المجترات الصغرى.
- المساحات الصالحة للفلاحة: 449.595 هكتار
- الأراضي الزراعية: 51.823 هكتار
- المراعي: 396.653 هكتار
- الإنتاج السنوي للحوم: 2.846 طن
- الإنتاج السنوي للحليب: 8.500 طن
- الإنتاج السنوي لزيت الزيتون: 50 ألف طن
- الإنتاج السنوي للعسل: 5 طن
- الإنتاج السنوي للصوف: 177 طن
- الإنتاج السنوي للبيض: 1,6 مليون بيضة

## الصيد البحري
تتميز بنقردان بنشاطها في مجال الصيد البحري، إذ تعتبر بحيرة البيبان منطقة لتواجد أجود أنواع الأسماك في البحر الأبيض المتوسط. كما يوجد بها ميناء للصيد البحري وهو آخر ميناء تونسي قبل الحدود الليبية.

## ميناء بنقردان
يوجد في المدينة ميناء الكتف وهو ميناء صيد بحري أسس سنة 1989، وتمت توسعته في سنة 2016 ويعتبر «القرنيط» من أهم ما ينتج هذا الميناء، إلى جانب كونه ينتج «الكريفات» و«الشوباي» إضافة إلى الأسماك. ويحتوي على:
- سوق لبيع الأسماك
- محطة تحلية مياه البحر
- وسائل النقل المتعدّدة: 22
- مراكب الصيد الساحلي: 140 منها 65 ذات محرّك
- الإنتاج السنوي: 1352 طن

## الشواطئ
تمتد شواطئ مدينة بنقردان على عدة كيلومترات وتقسم تقليدياً إلى تقاسيم تحمل أسماء ذات دلالة تاريخية:
- شاطئ مرسى القصيبة
- شاطئ بوقرنين
- شاطئ جنيّح
- شاطئ الكتف
- شاطئ الصٌلب

## الثروات الطبیعیة: الملح
یعتبر الملح من اھم الثروات الطبیعیة سواء من حیث العائدات المالیة، أو من حیث أھمیتھ الاستراتیجیة، إذ أن جمیع
بلدان العالم تحتاج ھذه المادة باعتبارھا أساسیة لحیاة الإنسان، ولھا استعمالات عدیدة على غرار صناعة المواد الغذائیة،
والأدویة، والبطاریات (من مادة المانییزیوم والبلوتونیوم)، والأسلحة (من مادة البروم).
وبخصوص مدينة بنقردان، فإن طبیعة تربتھا المالحة جعلت منھا منطقة غنیة بكمیات ھائلة من الملح موجودة بسبخة
العذیبات التي تمتدّ على مساحة 5,12 ھكتار. وتحتوي ھذه السبخة على ملیون متر مكعب من الأملاح الطبیعیة درجة
ملوحتھا 300 غ باللتر الواحد، وملیون طن من كلورید الصودیوم، و5,8 ملیون طن من سولفات الصودیم والمانییزیوم،
و5,2 ملیون طن من البوتاسیوم. بالإضافة إلى كمیات كبیرة من الكبریت والبروم.
و ّ یمكن إنتاج ھذه الكمیات الھائلة من الملح وتصدیرھا للخارج من تحقیق أرباح مالیة طائلة، ویحقق للبلدان الموردة
وأغلبھا أوروبیة،أرباح أكبر باعتبارھا تستثمر ھذه المادة في صناعات تحویلیة وتصفیة واستخراج مواد أولیة وتعلیبھا ثم
بیعھا لتستعمل في صناعات صیدلیة، وتجمیلیة، وغذائیة، وكیمیائیة... ویساھم ذلك في خلق الثروة ومواطن الشغل بتلك
البلدان الموردة.

## الصناعة

### المؤسّسات الصناعية
بلغ مجموع مؤسسات الصناعات المعملیة ببنقردان، وفق معطیات وكالة النھوض بالصناعة والتجدید، 8 مؤسسات،
تتوزع بین 5 مؤسسات للصناعات الفلاحیة والغذائیة، ومصنع وحید لصناعة مواد البناء والخزف والبلور، ومؤسسة لصناعة النسیج والملابس، وأخرى لصناعة الخشب والأثاث والخفاف.

### المنطقة الصناعیة
انطلقت یوم 19 جانفي 2017، أشغال تھیئة أول منطقة صناعیّة ببنقردان من المبرمج أن تتواصل على امتداد سنة بكلفة جملیّة تقدر بحوالي 67 ملیون دینار. وتشمل أشغال التھیئة: البنیة الأساسیة الخارجیة بما فیھا إنجاز الطرقات، ومد قنوات التطھیر والربط بشبكتي الكھرباء والھاتف.
ومن المبرمج أن تحتوي المنطقة 53 مقسما، تتراوح مساحتھا بین 500 و6000 متر مربع، یتم انطلاق التفویت فیھا بعد شھرین من انطلاق الأشغال لوضعھا على ذمة المستثمرین من أبناء المدينة الذین تقدموا بعدة طلبات للانتصاب داخلھا.
ویأتي الانطلاق في تھیئة المنطقة الصناعیة بعد مدة انتظار وتعطیل بسبب تعقیدات عقاریة لتغییر صبغة الأرض والتملك وتأخیر في الدراسات ولأسباب مالیة استوجبت من شركة التصرف في المركب الصناعي والتجاري الترفیع في رأس مالھا للتسریع فی نسق الانجاز.
ومن المنتظر أن تحتوي المنطقة الصناعیة على مؤسسات صغرى ومتوسطة تختص أساسا في الصناعات الغذائیة، ومواد
التنظیف، وصناعة الأثاث، وصناعة كل ما یتعلق بالأجھزة الكترومنزلیة، وتعلیب سمك السردین، وعلى وحدة لتحویل لحوم الدواجن، وأخرى لتعلیب الزیوت النباتی.

### الصناعات التقليدية
تعتبر مساھمة قطاع الصناعات التقلیدیّة في دعم الاقتصاد المحلي محدودة إذ لا یوجد ببنقردان سوى 13 مؤسسة 12 منھا على ملك أشخاص طبیعیین ومؤسسة واحدة على ملك ذات معنویّة، تشغل في مجموعھا حوالي 300 عامل أغلبھم من النساء.
أما بخصوص قطاع المھن الحرة، فقد بلغ عدد المؤسسات الصغرى والمتوسطة 235 مؤسسة تتوزع بین 211 على ملك أشخاص طبیعیین و24 على ملك ذوات معنویّة. ویمكن المراھنة على ھذا الصنف من المؤسسات وتشجیع إنشاءھا والاستثمار فیھا لاسیما وأن مدينة بنقردان تتمتع بجملة من الامتیازات الجبائیة التي تنتمي إلى المجموعة الثانیة من مناطق التنمیة الجھویة.

## السياحة
تم تصنيف مدينة بنقردان كبلدية سياحية منذ سنة 2017، إذ يأتيها المسافرين والزوار من بقية المدن التونسية للتبضع بصفة أساسية، ويدخلها يومياً آلاف الليبين عبر معبرها الحدودي. وأما في فصل الصيف فيكون شاطىء بنقردان قِبلةً للمصطافين من المدن المجاورة وخاصة من مدينة تطاوين إضافةً إلى الأشقاء الليبيين.
وأما بخصوص المنشآت السياحية فيوجد بالمدينة عدة نزل وإقامات سكنية للعائلات خاصةً، وبها العديد من المنتزهات والمطاعم والمقاهي.

## المهرجانات
- المهرجان الدولي للفروسية ببنقردان.
- تظاهرة ملحمة 7 مارس ببنقردان.
- مهرجان ألوان الحرية ببنقردان.
- مهرجان عروسنا بنقردان.
- مهرجان أوتار الفنون ببنقردان.
- تظاهرة ليالي رمضان ببنقردان.
- مهرجان الطفل والعائلة ببنقردان.
- المهرجان المحلي للإبداعات التلمذية ببنقردان.
- مهرجان ضو الأطرش للشعر الشعبي ببنقردان.
- المهرجان الوطني للجز ببنقردان.
- مهرجان التسوق ببنقردان. (في طور الإنشاء)
- مهرجان القرنيط ببنقردان. (في طور الإنشاء)

## الثقافة
تحتل الثقافة مكانة محوریة في بنقردان حيث يوجد بمركز المدينة "دار الثقافة محمد الناصر بالطيب" التي تضم قاعة للعروض الركحية والمسرحية بھا 310 مقعداً، ومقهى ثقافي، ومكتبة عمومية بها 140 مقعداً ومجموعة من الكتب قدرت بــ18410 كتاباً، ومقراً للكشافة التونسية. إضافةً إلى "المركب الرياضي والثقافي سارة الموثق" الذي يضم مسرحاً للهواء الطلق.
أما بخصوص دور الشباب فيوجد بمعتمدية بنقردان دار الشباب وسط المدينة ودار الشباب بعمادة جميلة ودار الشباب بعمادة الوراسنية ودار الشباب بعمادة الشهبانية.
وأيضاً المكتبة العمومية الحديثة بعمادة العامرية و"مركز التربصات والإصطياف مرسى القصيبة" للتنشيط الشبابي والثقافي بعمادة الصياح.

## المواقع الأثرية والتاريخية
- هنشير بوقرنين:[19] يقع على السواحل الجنوبية لبحيرة البيبان، لاتزال عناصره مطمورة وما ظهر منها ناتج عن عمليات البحث عن الكنوز لتبرز بعض الجدران التي تعود إلى الفترة الرومانية، ويمسح هنشير بوقرنين حوالي 23 هكتار والإسم اللاتيني هو (Villa Magna أو Villa Privata)، و عُرفت المنطقة بإنتاجها الفلاحي والبحري.
- هنشير المديْنة:[20] ليس ببعيد عن موقع بوقرنين يوجد موقع "المديْنة" الذي يعرف لاتينياً بإسم (Zouchis)، يطل على البحر ويحاكي الموقع الدور التاريخي الكبير الذي كان يميّزه في الفترة ما بين البونية والرومانية، وهو شاهد على العصر وشاهد على حضارة رومانية كانت مزدهرة على ضفاف بحيرة البيبان ومازال إلى اليوم فيه آثار ظاهرة لبناء قديم لمدينة مكتملة فيها الناحية البحرية التي تحتوي على مخازن ووجود الجدار الخارجي للمدينة بِسُمك واحد متر.
- أمي رتيلة: يقع بمنطقة التوي بمدينة بنقردان، معلم أثري تاريخي مصنف ومحمي من قبل المعهد الوطني للتراث.[21]

وإلى جانب هذه المواقع يوجد عدة مواقع أثرية غير مكشوفة تنتظر القيام بحفريات من الأطراف المعنية وهو مطلب من المهتمين بالشأن التاريخي بمعتمدية بنقردان ولما لا إنشاء متحف خاص بالمعتمدية يحفظ الذاكرة التاريخية لهذه المدينة.

## الصحّة
- عدد المستشفيات: 1 (المستشفى الجهوي ببنقردان)
- عدد المصحات الخاصة: 1 (مصحّة الرعاية)
- عدد المستوصفات: 15
- عدد مراكز رعاية الأم والطفل: 1
- عدد الأسرّة بالمستشفى: 150
- عدد الخاصّة: 3 مركز تصفية الدّم
- عدد العيادات: 40
- عدد الصيدليات: 15
- عدد الأطباء (عمومي وخاص): 65

## التعليم والتكوين
- عدد رياض الأطفال: 68
- عدد المدارس بالمرحلة الأولى الأساسية: 40
- عدد القاعات: 315
- عدد التلاميذ: 12.470
- عدد المدرسين: 530
- عدد المدارس والمعاهد بالمرحلة الثانية أساسي: 10
- عدد القاعات العادية والخاصّة: 302
- عدد التلاميذ: 11.112
- عدد الأساتذة: 511
- عدد المعاهد الثانوية: 5
- عدد مراكز التكوين المهني: 1

## النقل والموصلات

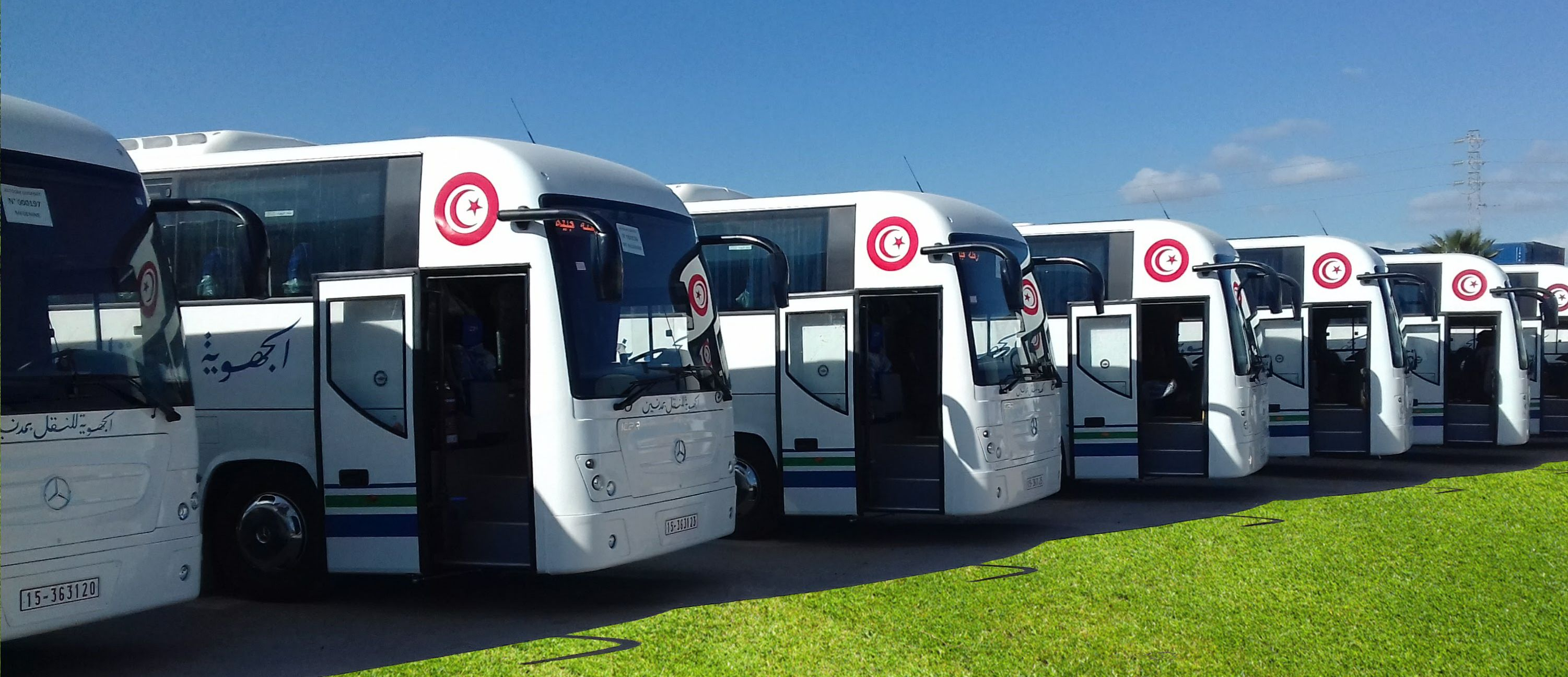
حافلات الشركة الجهوية للنقل بمدنين

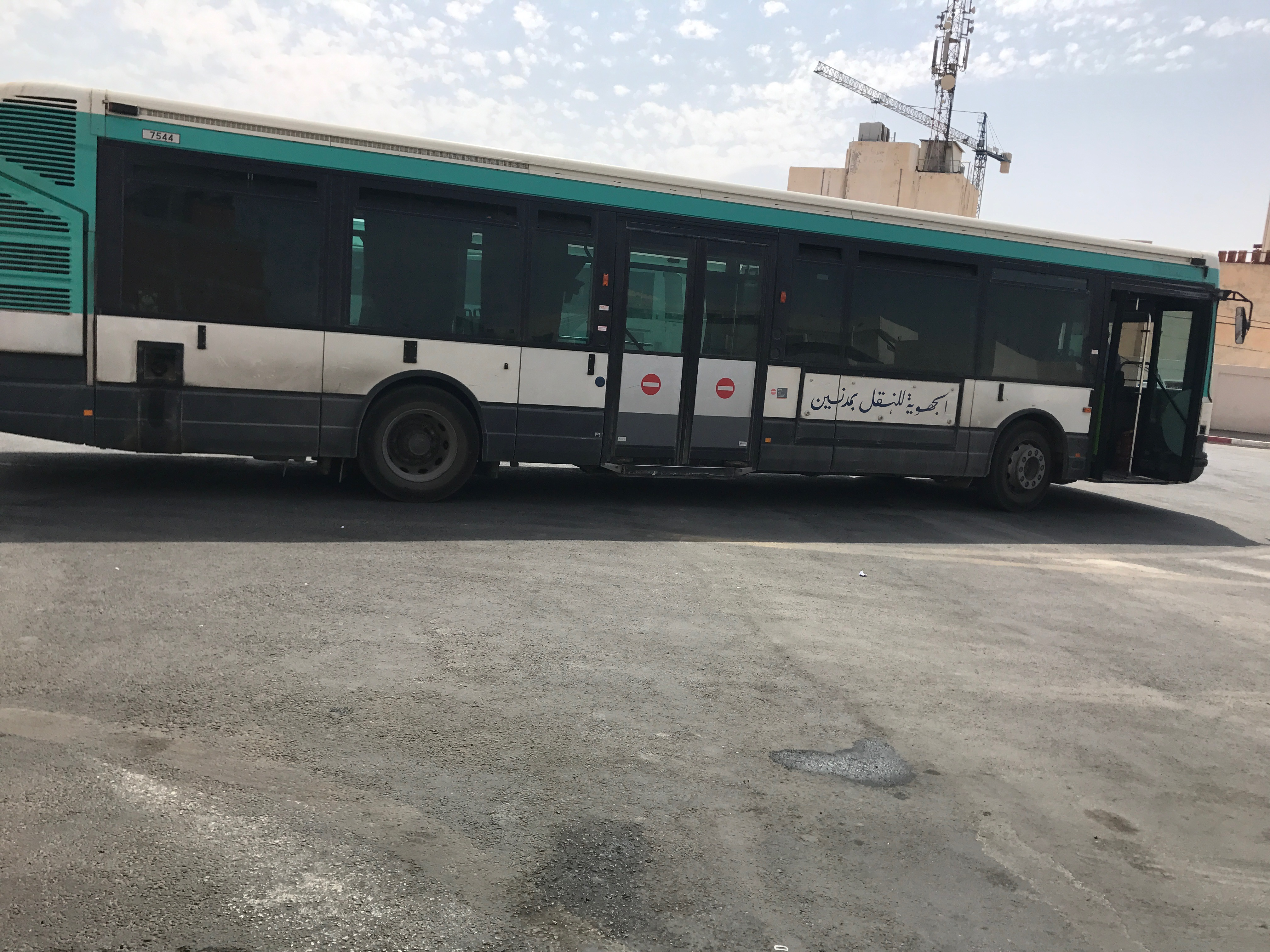
إحدى حافلات الشركة الجهوية للنقل بمدنين

### وسائل النقل العام
تقدم الشركة الجهوية للنقل بمدنين خدمة الحافلات في المدينة وإلى المدن المجاورة في ولايتي مدنين وتطاوين، وأما الشركة الوطنية للنقل بين المدن  فتربط مدينة بنقردان بتونس العاصمة مروراً ببقية المدن. إضافةً إلى سيارات الأجرة لواج وسيارات الأجرة التاكسي وسيارات النقل الجماعي التي تربط جميع المناطق بمركز المدينة.
- عدد سيّارات الأجرة لوّاج: 114
- عدد سيّارات التاكسي: 237
- عدد سيّارات النقل الجماعي: 155
- عدد شركات نقل البضائع: 3

### البنية التحتية
يوجد بمدينة بنقردان:
- محطة النقل البري
- محطة الشركة الجهوية للنقل
- محطة سيارات الأجرة لواج
- مقر سيارات التاكسي

إضافةً إلى محطات ومواقف التاكسي المنتشرة وسط المدينة وأمام السوق المغاربية وبمعبر رأس جدير وغيرها.

### الطرقات
- يمر عبر المدينة الطريق السيارة رقم 1 والطريق الوطنية رقم 1 الرابطة بين بنقردان ومدنين وبين بنقردان وراس جدير والطريق الجهوية رقم 109 الرابطة بين بنقردان وجرجس  والطريق الجهوية رقم 111 الرابطة بين بنقردان و تطاوين.
- طول شبكة الطرقات: 1.679 كلم
- طرقات معبّدة: 307 كلم
- طرقات غير معبّدة 1.372 كلم
- طول المسالك الفلاحية: 982 كلم

## التنوير
- عدد المنتفعين: 15.148
- نسبة التنوير العام: % 99,0
- نسبة التنوير بالوسط الرّيفي: % 98,0

## الماء الصالح للشراب
- عدد المنتفعين (أفراد): 67.370
- النسبة العامّة للتزوّد بالماء: % 93,5
- نسبة التزوّد بالماء بالوسط الريفي: % 67,9

## البريد
- عدد مكاتب البريد: 7
- عدد النوافذ البريدية: 35

## الاتصالات
- عدد المراكز الإلكترونية: 15
- عدد المراكز العمومية للاتصالات: 87
- عدد مراكز الأنترنت: 35
- عدد محطّات الهاتف الجوال الرقمي: 22
- عدد محوّلات تراسل المعطيات: 2
- نسبة التغطية الهاتفية: % 85
- عدد المشتركين بالهاتف الرقمي: 55.210

## الجهاز المصرفي
- عدد الفروع البنكية: 12

## وسائل الإعلام
يوجد في بنقردان إثنين محطات إذاعية:

## السياسة
| المنطقة          | المعتمد    | رئيس البلدية | العمدة        | الحزب | بداية العهدة   | نهاية العهدة | ملاحظات                                   |
| ---------------- | ---------- | ------------ | ------------- | ----- | -------------- | ------------ | ----------------------------------------- |
| معتمدية بنقردان  | سامي خليفة | ---          | ---           |       | 28 ديسمبر 2018 | غير محدد     | تم تنصيبه من طرف الوالي.                  |
| بلدية بنقردان    | ---        | منير هلالي   | ---           |       | سبتمبر 2023    | غير محدد     | كاتب عام البلدية، إثر حل المجالس البلدية. |
| بنقردان الشمالية | ---        | ---          | خليفة السبوعي |       | 8 مارس 2023    | غير محدد     | نيابة خصوصية.                             |
| بنقردان الجنوبية | ---        | ---          | نصر اللافي    |       | 8 مارس 2023    | غير محدد     | نيابة خصوصية.                             |
| الصياح           | ---        | ---          | المهدي الثابت |       | 8 مارس 2023    | غير محدد     | نيابة خصوصية.                             |
| جميلة            | ---        | ---          | الهادي المحضي |       | 8 مارس 2023    | غير محدد     | نيابة خصوصية.                             |
| المعمرات         | ---        | ---          | محمد زغدود    |       | 8 مارس 2023    | غير محدد     | نيابة خصوصية.                             |
| العامرية         | ---        | ---          | الحسين قتات   |       | 8 مارس 2023    | غير محدد     | نيابة خصوصية.                             |
| الطابعي          | ---        | ---          | مصباح زقروبة  |       | 8 مارس 2023    | غير محدد     | نيابة خصوصية.                             |
| جلاّل             | ---        | ---          | مفتاح صاروط   |       | 8 مارس 2023    | غير محدد     | نيابة خصوصية.                             |
| الوراسنية        | ---        | ---          | فاضل ناجي     |       | 8 مارس 2023    | غير محدد     | نيابة خصوصية.                             |
| شارب الراجل      | ---        | ---          | زهير فضيل     |       | 8 مارس 2023    | غير محدد     | نيابة خصوصية.                             |
| النفاتية         | ---        | ---          | الفتحي بوجناح |       | 8 مارس 2023    | غير محدد     | نيابة خصوصية.                             |
| الشهبانية        | ---        | ---          | المنجي لعماري |       | 8 مارس 2023    | غير محدد     | نيابة خصوصية.                             |

## الرياضة

### النوادي الرياضية
ينشط في المدينة العديد من النوادي الرياضية في عدة رياضات فردية وجماعية أبرزها كرة القدم وكرة اليد والفروسية والكرة الحديدية والرياضات الدفاعية والقتالية كالكاراتيه والكيك بوكسينغ والكونغ فو وغيرها:
- كرة القدم:

شعار الاتحاد الرياضي ببنقردان

تحتضن المدينة فريق الاتحاد الرياضي ببنقردان الذي ينشط في الرابطة التونسية المحترفة الأولى لكرة القدم. وفريق جمعية أولمبيك بنقردان الذي ينشط في الرابطة التونسية الثالثة لكرة القدم، وكذلك فريق النجم الرياضي ببنقردان الذي ينشط في الرابطة الجهوية للجنوب الشرقي لكرة القدم باعتباره فريق ناشئ.
يوجد ببنقردان ثلاث أندية لكرة القدم:
وبها أيضاً ثماني أكاديميات لكرة القدم:
- «أكاديمية الاتحاد الرياضي بنقردان»
- «أكاديمية نجوم الاتحاد»
- «أكاديمية براعم الإتحاد»
- «أكاديمية النخبة لكرة القدم»
- «أكاديمية سيتي ستاد»
- «أكاديمية المرسى بالاص»
- «أكاديمية الكامب نو ببنقردان»
- «أكاديمية Next level ببنقردان»
- كرة اليد:

يوجد ببنقردان نادي واحد لكرة اليد:

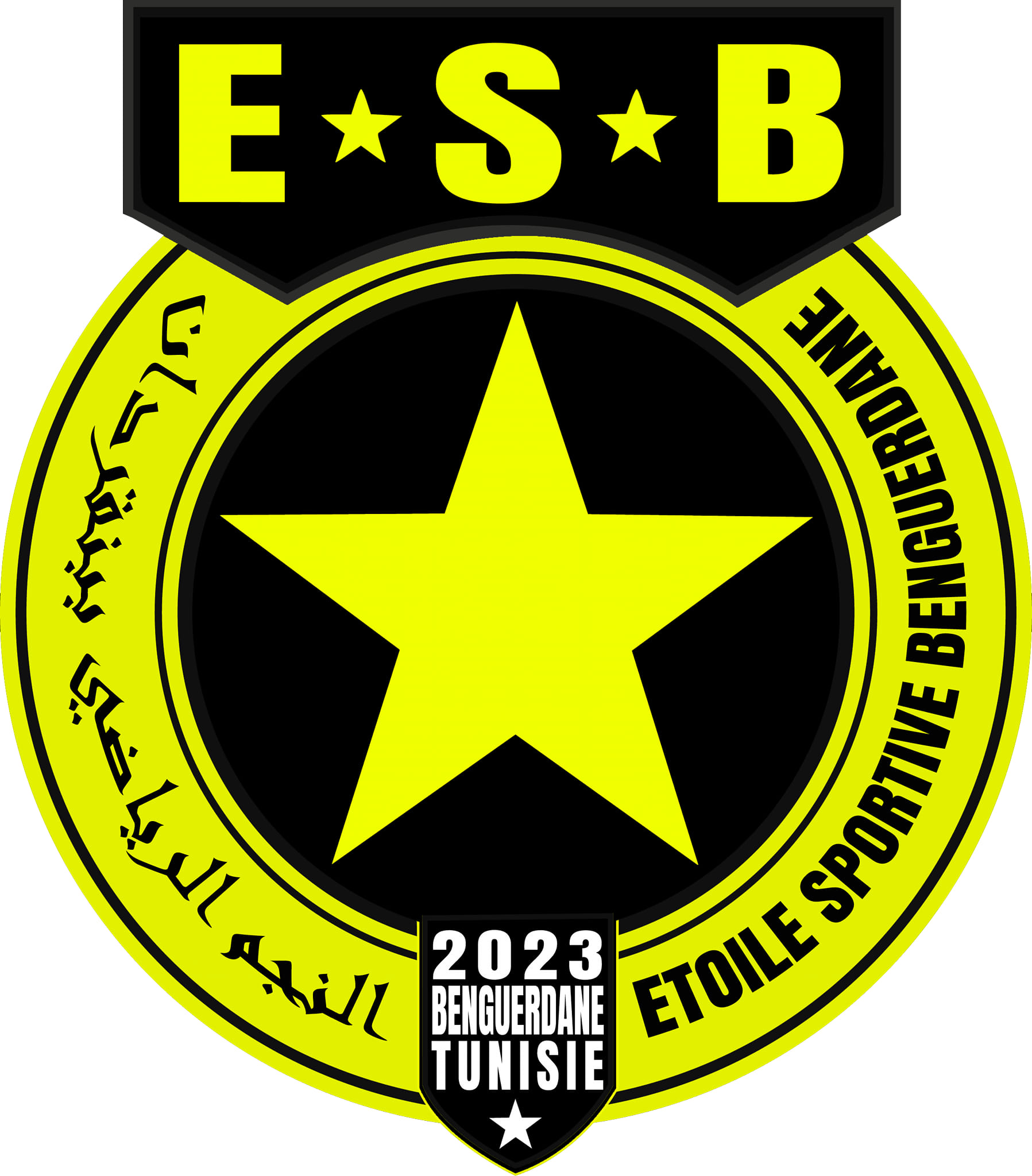
شعار النجم الرياضي ببنقردان

تعتبر كرة اليد في بنقردان حديثة العهد وهي مازلت في طور التكوين، إذ نجد فرع كرة اليد ذكور و إناث لنادي النجم الرياضي ببنقردان و هو النواة الأولى لرياضة كرة اليد في المدينة. 
- الفروسية:

تعتبر المدينة من أهم المناطق في البلاد في مجال الفروسية وتربية الخيول العربية الأصيلة، ويوجد بها «الإسطبلات الوطنية ببنقردان» وهي واحدة من أربعة إسطبلات على النطاق الوطني، و«الجمعية الثقافية للفروسية والترفيه ببنقردان» و«جمعية الفروسية ببنقردان»، و«نادي الفروسية» بمنطقة الزكرة و«جمعية عڨد الجنوب» بمنطقة الطابعي الشرقية، و«مركز تجويد الخيول ببنقردان» بمنطقة المعمرات و«مركز تدريب الخيول بمرسى القصيبة».
وينظم في شهر أوت من كل سنة «المهرجان الدولي للفروسية» على «مركض سباق الخيل ببنقردان» وهو من أكبر المهرجانات في البلاد.
وعلى صعيد النتائج فقد حققت العناصر المشاركة في مختلف المسابقات الوطنية والإقليمية العديد من الجوائز والميداليات لإحرزها المراتب الأولى.
- الرياضات القتالية:

تحتضن المدينة عدة جمعيات للرياضات الفردية على غرار «الجمعية العسكرية ببنقردان» للرياضات الدفاعية و«جمعية التميز للرياضات الفردية» و«جمعية المستقبل الرياضي ببنقردان» و«جمعية الملاكمة الصينية ببنقردان» وغيرها.

### المنشآت الرياضية
يوجد في بنقردان عدة منشآت رياضية على غرار:
وهو من أكبر الملاعب في الجنوب حيث تبلغ طاقة إستيعابه عشرة آلاف متفرج.
وهو أقدم ملعب في المدينة.
هي قاعة حديثة تبلغ طاقة إستيعابها ألف متفرج.
إضافة إلى عشرة  ملاعب معشّبة خاصة منتشرة بعدة مناطق بالمدينة،   وثلاث ملاعب معشّبة بدور الشباب بمركز المدينة ومنطقة «جميلة» ومنطقة «الوارسنية»، والملعب المعشّب ب«مركز التربصات والإصطياف مرسى القصيبة» بشاطىء البحر، و كذلك الملاعب بالمؤسسات التربوية على غرار مركب الشهيدة سارة الموثق بالمعهد الثانوي بوسط المدينة.
أما بخصوص القاعات الرياضية فبالإضافة إلى القاعة متعددة الاختصاصات، يوجد أيضاً القاعة الرياضية بالوارسنية والقاعة الرياضية بمركز التربصات والإصطياف مرسى القصيبة وعشرة قاعات رياضية خاصة، لممارسة الرياضات الفردية.

## أعلام
أنجبت مدينة بنقردان العديد من الشخصيات في عدة مجالات كالسياسة والرياضة والاقتصاد والطب والثقافة والفن والإعلام وغيرها، نذكر منها على سبيل المثال:
- أحمد عياض الودرني: أستاذ جامعي، شغل منصب مدير الديوان الرئاسي وكذلك وزيرًا للتربية.
- رياض بالطيب: مهندس، شغل منصب وزير الاستثمار والتعاون الدولي.
- محمد الجريء: رجل قانون، خرّيج المدرسة الوطنية للإدارة بتونس شغل منصب وزير المالية.
- فتحي الجراي: أستاذ علم نفس، شغل منصب وزير التربية.
- وديع الجريء: طبيب، رئيس الجامعة التونسية لكرة القدم.
- محمد الناصر بالطيب: كاتب وباحث وشاعر ومخرج مسرحي، عمل مديراً لدار الثقافة ببنقردان والتي سُميت بإسمه إثر وفاته تخليداً له.
- عفاف جنيفان: عارضة أزياء مقيمة بإيطاليا ومقدمة برامج تلفزية تونسية وإيطالية.
- المكي هلال: إعلامي ومذيع وشاعر، حاصل على درجة ماجستير في الصحافة، عمل في عدة قنوات عالمية على غرار بي بي سي وقناة الجزيرة.
- لطفي السبتي: مدرب كرة القدم، صعد بفضله الاتحاد الرياضي ببنقردان إلى الدوري الممتاز.
- شاكر الرقيعي: لاعب كرة قدم، لعب لعدة أندية تونسية كإتحاد بنقردان والنادي الأفريقي والترجي الرياضي والمنتخب التونسي وخليجية مثل كاظمة الكويتي و الكوكب السعودي وغيرها.

### مواضيع ذات علاقة
- معتمدية بنقردان.
- ولاية مدنين.

## وصلات خارجية
- الموقع الرسمي.
- الصفحة الرسمية لبلدية بنقردان على الفيسبوك.